# Gokul
Gokul (hindi गोकुल) – miasto w północnych Indiach w stanie Uttar Pradesh, na Nizinie Hindustańskiej.
Populacja miasta w 2001 roku wynosiła 4041 mieszkańców.